# Натырбовское сельское поселение
Натырбовское сельское поселение — муниципальное образование в составе Кошехабльского муниципального района Республики Адыгея Российской Федерации.
Административный центр — село Натырбово.

## Население
| 2002  | 2010  | 2011  | 2012  | 2013  | 2014  | 2015  |
| ----- | ----- | ----- | ----- | ----- | ----- | ----- |
| 3616  | ↗3835 | →3835 | ↗3858 | ↗3901 | ↗3918 | ↘3914 |
| 2016  | 2017  | 2018  | 2019  | 2020  | 2021  | 2023  |
| ↘3911 | ↘3891 | ↘3871 | ↘3831 | ↗3859 | ↗3990 | ↗4019 |
| 2024  |       |       |       |       |       |       |
| ↗4021 |       |       |       |       |       |       |

## Состав сельского поселения
| № | Населённый пункт  | Тип населённого пункта       | Население |
| - | ----------------- | ---------------------------- | --------- |
| 1 | Натырбово         | село, административный центр | ↗3211     |
| 2 | Казённо-Кужорский | хутор                        | ↘810      |

## Национальный состав
По переписи населения 2010 года, из 3 835 проживающих в сельском поселении, 3 775 указали свою национальность:
- русские — 3 331 чел. (88,24 %),
- армяне — 148 чел. (3,92 %),
- адыгейцы — 115 чел. (3,05 %),
- цыгане — 71 чел. (1,88 %),
- таджики — 48 чел. (1,27 %),
- украинцы — 42 чел. (1,11 %),
- удмурты — 11 чел. (0,29 %),
- другие — 6 чел. (0,16 %).

По данным переписи населения 2021 года из 3990 проживающих в сельском поселении, 3966 человека указали свою национальность
:
| Народ           | Численность, чел. | Доля от населения, % |
| --------------- | ----------------- | -------------------- |
| Русские         | 3 552             | 89,56 %              |
| Армяне          | 147               | 3,70 %               |
| Цыгане          | 122               | 3,07 %               |
| Адыги (черкесы) | 67                | 1,69 %               |
| Таджики         | 39                | 0,98 %               |